# Presierra de Guadarrama

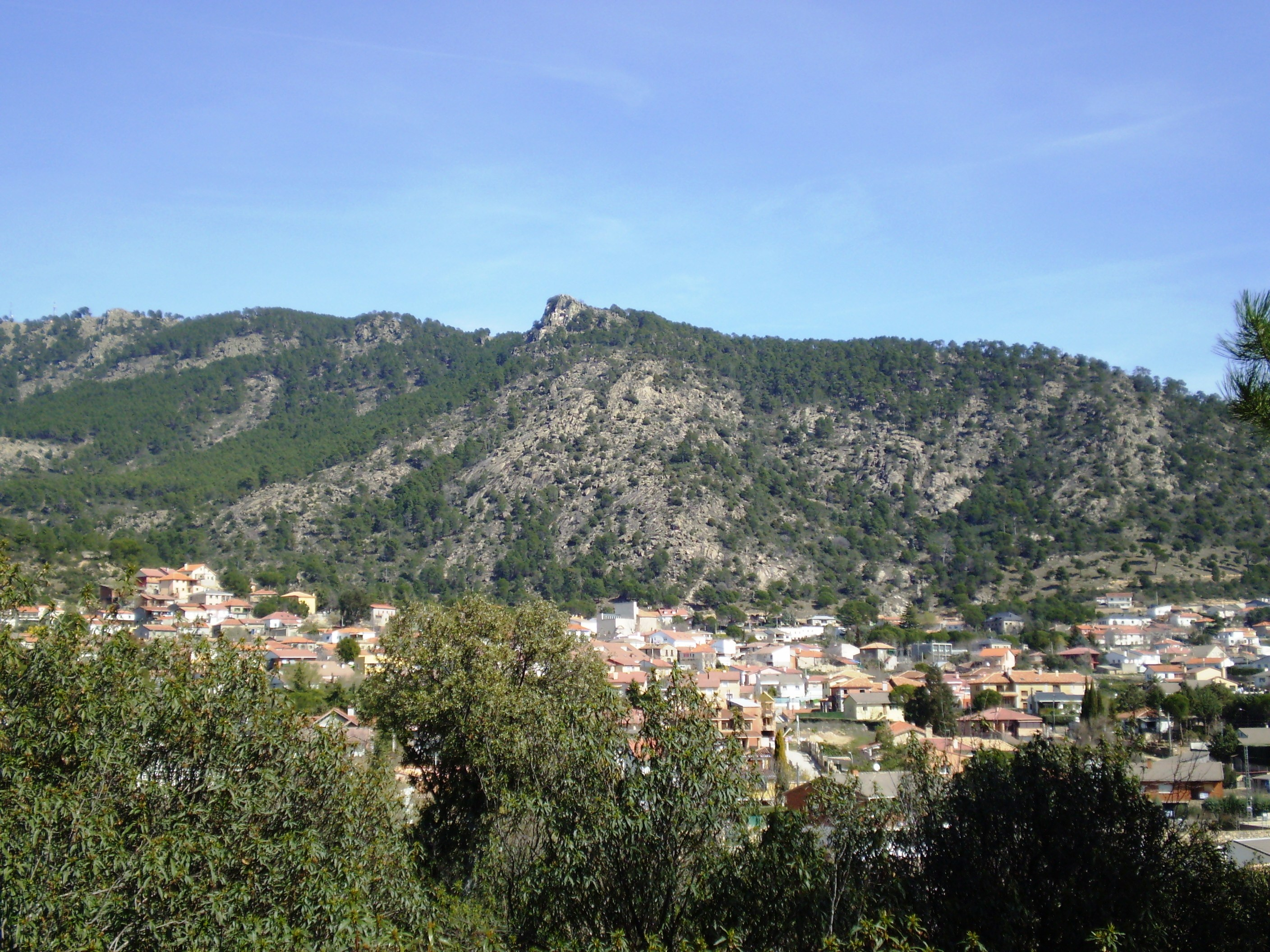
Montañas junto a Valdemaqueda (Madrid), típicas de la presierra de Guadarrama.

La presierra de Guadarrama es un término usado para designar zonas de la sierra de Guadarrama (sierra perteneciente al sistema Central español) caracterizadas por tener montañas relativamente bajas si se comparan con las principales de la sierra, y a zonas llanas que se encuentran muy próximas a las montañas y están muy relacionadas con estas.
A los montes isla de la sierra de Guadarrama, como son la sierra del Hoyo, el Cerro Cañal o el cerro de San Pedro también se les considera dentro de la presierra. La diversidad en especies vegetales es mayor que la presente en partes más elevadas de la sierra.
Una de estas áreas de la presierra es la zona suroccidental de la sierra de Guadarrama, la que va desde el río Alberche (extremo suroeste) hasta el entorno del puerto de la Cruz Verde. Las montañas de esta zona no superan los 1400 metros de altitud, y el fondo de los valles alcanza los 570 metros de altura que tiene el embalse de San Juan. Esta zona de presierra se ubica en el suroeste de la provincia de Segovia, el noroeste de la Comunidad de Madrid y parte del sureste de la provincia de Ávila.